# Liu Yaxin
Det här är en artikel om en person med kinesiskt personnamn; Liu är familjenamnet.
Liu Yaxin (kinesiska: 柳雅欣; pinyin: Liǔyǎxīn), född 16 juni 1999, är en kinesisk simmare.

## Karriär
Liu tävlade för Kina vid olympiska sommarspelen 2016 i Rio de Janeiro, där hon slutade på sjunde plats i finalen på 200 meter ryggsim. Vid olympiska sommarspelen 2020 i Tokyo slutade Liu på åttonde plats på 200 meter ryggsim.